# Tülle (Ausguss)

Tülle einer Gießkanne und Brausemundstück

Als Tülle bezeichnet man die spezielle Ausformung eines Gefäßes für Flüssigkeiten, insbesondere einer Kanne, die das gezielte Ausgießen der Flüssigkeit erleichtern soll. Alternative Bezeichnungen sind Ausguss, Ausgießer oder Schnabel.
Die Tülle kann dabei in Form eines Rohres am Gefäß angebracht sein oder als eine Ausbuchtung der Gefäßwand bis zu einer Stelle am oberen Rand (früher in einigen Gegenden auch Schnaupe genannt) gestaltet sein.

Schnaupen bei Bechergläsern

## Wortherkunft
- Das Wort Tülle geht auf mittelhochdeutsch tülle und althochdeutsch tulli als Bezeichnung für die Verlängerung von Pfeil- oder Speerspitzen zurück, in die der Schaft eingefügt wird.[1] Tülle (auch Dülle oder Dölle) bezeichnete aber in der Mundart auch die Verlängerung anderer Metallteile, in die Stiel oder Griff eingeführt wurden, zum Beispiel bei Schaufeln oder Gabeln. Später erweiterte sich die Bedeutung zu kurzen Röhren, meist als Ausflussrohre.[4]

- Schnaupe entstand ebenso wie Schnauze aus dem mittelniederdeutschen Wort snût(e)[5] und bezeichnete ursprünglich schnauzenähnlich hervortretende Teile an verschiedenen Gegenständen wie Kannen, Lampen und Helmen.

## Nutzen
Als Ausguss an Kannen und Krügen wird die Tülle verwendet, um den Inhalt, beispielsweise einer Teekanne oder Gießkanne, gezielter ausgießen zu können. Die Flüssigkeit im Gefäß wird durch die Tülle auf einen kleineren Querschnitt reduziert und lässt sich dadurch leichter in kleinere Gefäße oder Einfüllöffnungen füllen.

## Sonderformen

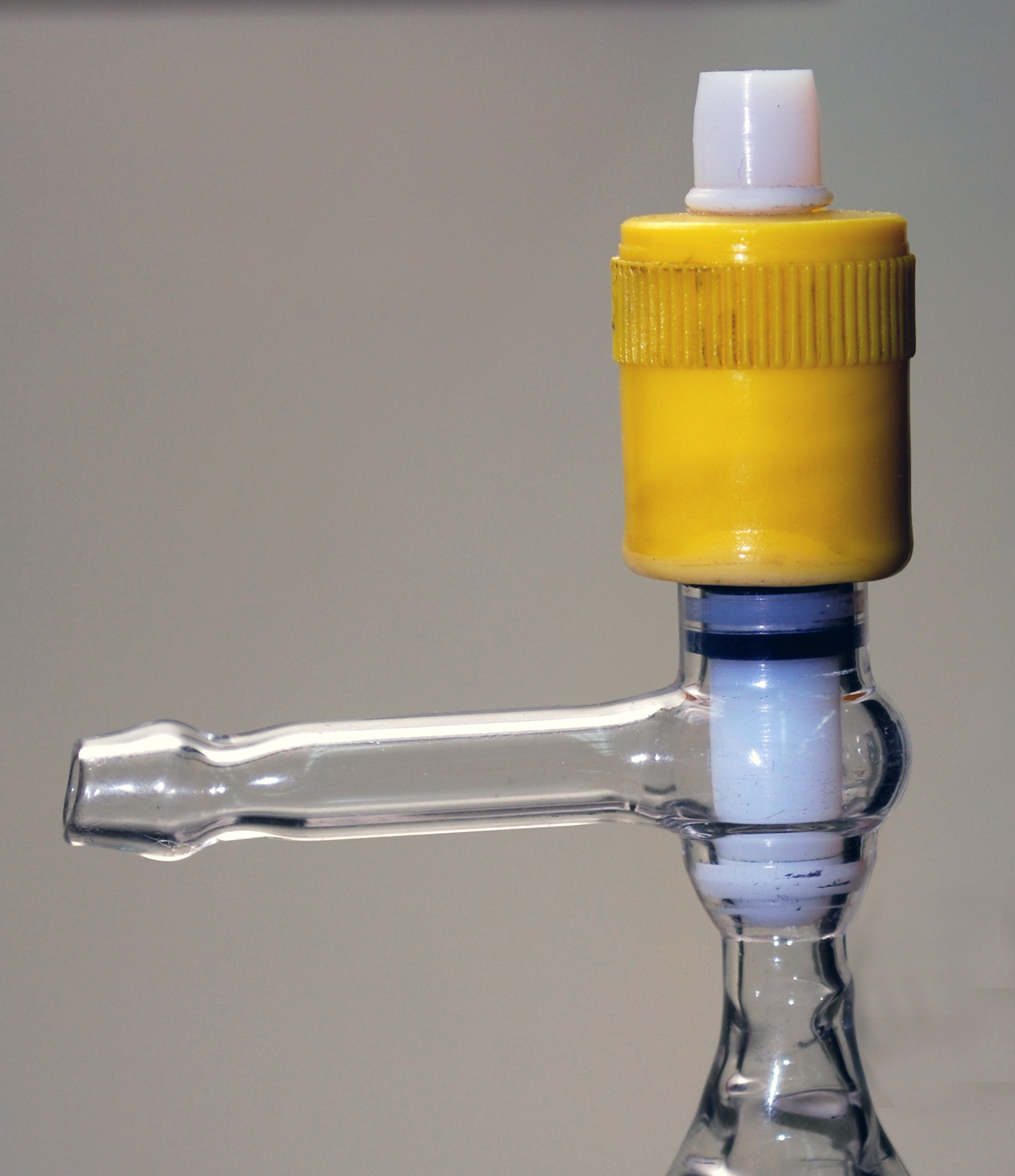
Schlauchtülle (Olive) an einem Laborventil aus Glas

Eine Sonderform ist die Schlauchtülle. Sie bezeichnet einen Rohrstutzen, auf dem ein Schlauch mit einer Schlauchschelle befestigt werden kann. Handelt es sich um einen verzweigten Rohrstutzen, auf dem zwei Schläuche angebracht werden können, so bezeichnet man dies als Doppelschlauchtülle. Eine weitere Form ist die Spritztülle, die bei Spritztüten verwendet wird.
Im chemischen Laborbedarf werden Schlauchtüllen mit Verdickung aufgrund ihrer Form auch als Oliven bezeichnet.